# (15137) 2000 EL93
A (15137) 2000 EL93 a Naprendszer kisbolygóövében található aszteroida. A LINEAR projekt keretében fedezték fel 2000. március 9-én.